# Барановски, Герман
Ге́рман Барано́вски (нем. Hermann Baranowski, 11 июня 1884, Шверин, Мекленбург-Шверин — 5 февраля 1940, Ауэ, Саксония) — военный преступник, руководящий сотрудник и один из создателей системы концлагерей, оберфюрер СС (9 ноября 1938), комендант Заксенхаузена (1938 — сентябрь 1939).

## Биография
Сын сельскохозяйственного рабочего.
- 1900 — бросив школу, 2 апреля поступил юнгой на корабль ВМФ Германии «Мольтке»,
- служил в Юго-Западной Африке.
- Участвовал в Первой мировой войне:
  - 1914—1918 — палубный офицер на корабле «Восточная Фрисландия» (этот корабль в Ютландском сражении был флагманом командира 1-й эскадры адмирала Э. Шмидта).
  - 1918 — переведён во 2-ю морскую дивизию;
  - 1919 — переведён в 9-ю минную полуфлотилию.
  - За боевые отличия был награждён Железным крестом 1-го и 2-го классов.
- 30 сентября 1920 года вышел в отставку, с производством в лейтенанты.

Жил случайными заработками: работал на металлургической фабрике в Киле; продавцом в фирме по торговле продуктами в Гамбурге;
- 1 сентября 1930 там же одним из первых вступил в НСДАП (билет № 34321),
- 1 декабря 1931 вступил в СС (билет № 24009).
- В конце 1932 года перешёл на постоянную службу в подразделения СС.
- 30 января 1933 — командир 4-го штурма,
  - затем — 2-го штурмбанна 28-го штандарта СС, где имел прозвище «Vierkant» («Квадрат»).
- 1934 год — переведён из Общих СС в соединения «Мёртвая голова»,
  - с 1 февраля 1934 по 1 марта 1936 — командир 4-го штандарта СС «Шлезвиг-Гольштейн» в Альтоне.

По протекции Теодора Эйке был назначен 1 апреля 1936 года комендантом женского лагеря Лихтенбург.
Был поборником жёсткой армейской дисциплины до такой степени, что даже Эйке называл его поведение «патологией».
- по собственной просьбе 1 ноября 1936 был переведён в концлагерь Дахау шуцхафтлагерфюрером, где был ближайшим помощником коменданта Г. Лорица.
- Через 2 года, 1 марта 1938 года был переведён 1-м шуцхафтлагерфюрером в концентрационный лагерь Заксенхаузен,
  - с 1 июля 1938 — его комендант.

К этому моменту было принято решение по превращению этого небольшого (9 тыс. заключенных) лагеря недалеко от Берлина в крупный концлагерь.
Барановски руководил строительством жилых помещений и предприятий (силами заключённых). Он ввёл в лагере жёсткую военную дисциплину, — что, в итоге, вылилось в систематическое издевательство над заключёнными.

Покинул этот пост в сентябре 1939 года. Умер 5 февраля 1940 года.

### Семья
- Дочь; была женой коменданта концлагеря Штуттгоф штурмбаннфюрера СС П. Хоппе.